# Jessica Lavers-McBain
Jessica Schrader Lavers – McBain (ur. 1 lipca 1981) – australijska zapaśniczka walcząca w stylu wolnym. Zajęła dwudzieste miejsce na mistrzostwach świata w 2017 i 2018. Sześciokrotna medalistka mistrzostw Oceanii w latach 2016 - 2025. Brązowa medalistka mistrzostw Wspólnoty Narodów w 2016 i 2017 roku.
W 2018 roku stoczyła walkę w MMA, którą przegrała.